# Wohnhaus Kolpingstraße 9
Das Wohnhaus Kolpingstraße 9 befindet sich in Bremen, Stadtteil Mitte im Schnoorviertel, Kolpingstraße 9, (früher bis 1950 Gartenstraße). Es entstand 1820.
Das Gebäude steht seit 1973 unter Bremer Denkmalschutz.

## Geschichte
Die ursprüngliche Bevölkerung des Schnoors bestand überwiegend aus Flussfischern und Schiffern. In der Epoche des Klassizismus und des Historismus entstanden von um 1800 bis 1890 die meisten oft kleinen Gebäude. Im weiteren Verlauf wurde es zum Arme-Leute-Viertel, das in weiten Bereichen verfiel – vor allem nach dem Zweiten Weltkrieg. In der Kolpingstraße standen zumeist größere Häuser, die besser erhalten blieben.
 
1959 wurde von der Stadt ein Ortsstatut zum Schutz der erhaltenswerten Bausubstanz beschlossen. Die Häuser wurden dokumentiert und viele seit den 1970er Jahren unter Denkmalschutz gestellt. Ab den 1960er Jahren fanden mit Unterstützung der Stadt Sanierungen, Lückenschließungen und Umbauten im Schnoor statt.
Das vorne dreigeschossige, verputzte Wohnhaus mit Walmdach und dem Portal mit der Inschrift 1888 wurde 1820 in der Epoche des Klassizismus für den Senator Gottlieb Friedrich Carl Horn (1772–1844) gebaut und 1888 umgebaut. In dem Haus hat vermutlich seitdem mehrere Jahrzehnte das Weinhaus R. Lammers seinen Sitz. Von 1992 bis 2008 befand sich hier nach Umbauten das Travestie-Theater im Schnoor Madame Lothár, das Lothar Gräbs (1933–2013) betrieb. Danach war von 2009 bis 2010 das Eventtheater Teatro Magico mit neunzig Sitzplätzen im Haus.
Nach umfangreichen Umbauarbeiten des Baudenkmals wird das Gebäude seit 2018 als privates Wohnhaus genutzt. Rückseitig hat es jetzt einen zweigeschossigen Giebel mit nachträglich angebauten größeren Balkonen.
Die Kolpingstraße (früher Gartenstraße) wurde 1950 zum Gedenken an den katholischen Priester Adolph Kolping benannt. 
Der Name Schnoor (Snoor) bedeutet Schnur. Er kam durch das Schiffshandwerk und der Herstellung von Seilen und Taue (= Schnur).